# Virtual (álbum)
Virtual é o nono álbum de estúdio da banda portuguesa Santamaria.

Contém 14 faixas, incluindo uma remistura. Contém ainda uma faixa multimédia extra que inclui o videoclip do tema "Só eu te quero". Foi lançado em 2008 através da editora Espacial, contando com a produção de Tony Lemos e Lucas Jr..
Para o primeiro álbum ao vivo da banda 10 Anos - Ao Vivo, lançado em 2008 pela Espacial, foram escolhidos deste trabalho 3 temas: "Sem te ter aqui p’ra mim", "Junto de ti (num gesto de amor)" e "Só eu te quero".
Este trabalho entrou, em Julho de 2008, para o antepenúltimo lugar do Top Oficial da AFP, a tabela semanal dos 30 álbuns mais vendidos em Portugal,  tendo aí ficado por apenas cinco semanas e chegando à sua posição cimeira, o 15º lugar, logo antes da sua saída.

## Faixas
1. "Só eu te quero" (Tony Lemos, Lucas Jr.) - 3:09
2. "O amor que há em nós" (Tony Lemos, Lucas Jr.) - 3:38
3. "És quem eu sempre quis" (Tony Lemos, Lucas Jr. / Luís Marante) - 3:34
4. "O adeus no teu olhar" (Diná Real, Tony Lemos, Lucas Jr. / Tony Lemos, Lucas Jr.) - 3:48
5. "Foste mesmo só tu" (Tony Lemos, Lucas Jr.) - 3:31
6. "Junto de ti (num gesto de amor)" (Tony Lemos, Lucas Jr.) - 3:31
7. "Sem te ter aqui p'ra mim" (Tony Lemos, Lucas Jr.) - 3:52
8. "Sempre no teu corpo" (Tony Lemos, Lucas Jr. / Luís Marante) - 3:40
9. "Saber se és real" (Tony Lemos, Lucas Jr.) - 4:13
10. "Fui eu que não quis o amor" (Tony Lemos, Lucas Jr. / Luís Marante) - 3:20
11. "Perdida no meu mundo" (Tony Lemos, Lucas Jr.) - 4:23
12. "O nosso lugar de emoções" (Tony Lemos, Lucas Jr.) - 4:20
13. "Um anjo de asas brancas" (Tony Lemos, Lucas Jr. / Luís Marante) - 3:34
14. "Só eu te quero" (Lucana mix party) (Tony Lemos, Lucas Jr.) - 4:56

Faixa multimédia:
1. "Só eu te quero" (videoclip)